# Nyebogården

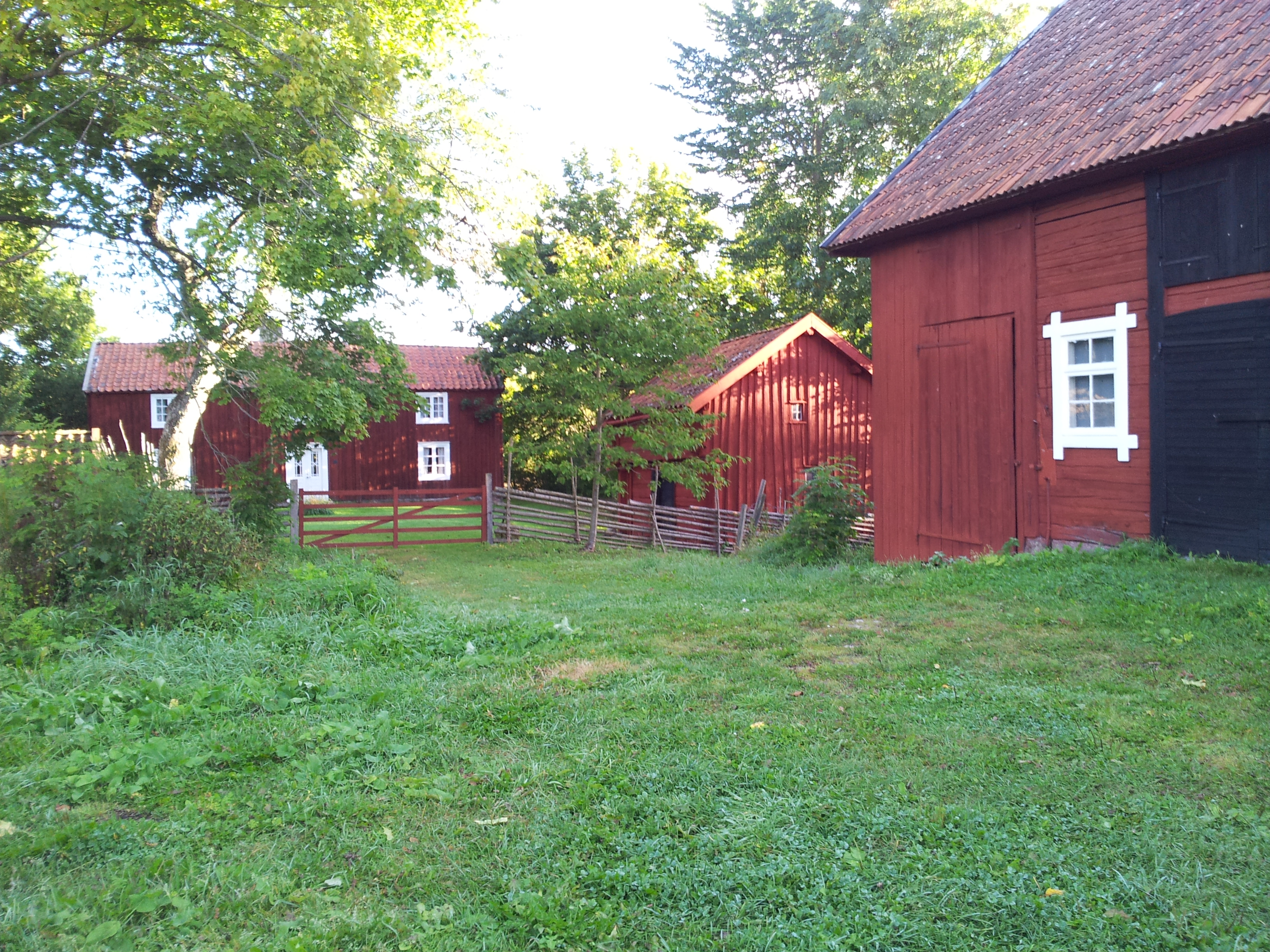
Nyebogården

Nyebogården är ett byggnadsminne i Mönsterås kommun. Gården består av bostadshus, timrat magasin, brygghus och källare. Mangårdsbyggnaden är en timrad parstuga med två våningar från 1780-talet. Invändigt finns målade tapeter från tidigt 1800-tal.